# Albert Ludwig Ewald
Albert Ludwig Ewald (* 6. August 1832 in Oppeln; † 2. Dezember 1903 in Woltersdorf) war ein deutscher Forstwissenschaftler und Historiker.

## Leben
Albert Ewald wurde am 6. August 1832 in Oppeln als Sohn eines Oberforstmeisters geboren. Er besuchte das Gymnasium in Marienwerder und anschließend das Berliner Friedrich-Wilhelms-Gymnasium. 1851 bestand er seine Reifeprüfung. Danach studierte er an der Forstakademie Eberswalde. Die Universität Berlin bezog er 1853 zum Studium der Rechtswissenschaften sowie der Kameralwissenschaft. Danach betätigte er sich als Forstwirt, 1860 aber studierte er an der Universität Leipzig, später an der Universität Bonn, Philologie und Geschichte. 1863 promovierte ihn letztgenannte Universität zum Doktor der Philologie.
Nach der Promotion wirkte Ewald vertretungsweise am Gymnasium in Quedlinburg. Seit 1863 lehrte er dann an der Latina. Zum Collaborator und Inspektionslehrer 1864 ernannt, wurde er im Folgejahr von der Universität Halle habilitiert. Seitdem unterrichtete er parallel an der Latina und an der Universität. Zum besoldeten außerordentlichen Professor der mittleren und neueren Geschichte, speziell der brandenburg-preußischen Geschichte und der Forstwissenschaft, wurde er 1875 ernannt. 1885 verließ er die Latina, ab 1890 wurde er allerdings von Depressionen heimgesucht. Außerdem erkrankte er häufiger.
1902 verließ er aufgrund seiner Krankheit die Universität und ging in ein Sanatorium. Am 2. Dezember 1903 verstarb Ewald 71-jährig in Woltersdorf.

## Werke
- De Christiani Olivensis ante ordinem Teutonicum in Prussiam vocatum condicione ab a. 1209 usque a 1225 (Dissertation, 1863)
- Quali rerum condicione ordo Teutonicus Prussiam occupare inceperit (Habilitationsschrift, 1865)
- Die Eroberung Preußens durch die Deutschen (vier Bände; 1872 bis 1886)
  - Band 1: Berufung und Gründung. Halle 1872 (Digitalisat).
  - Band 2: Die erste Erhebung der Preußen und die Kämpfe mit Swantopolk. Halle 1875 (Digitalisat)
  - Band 3: Die Eroberung des Samlandes, des östlichen Natangens, östlichen Bartens und Galindens. Halle 1884 (Nachdruck, eingeschränkte Vorschau).
  - Band 4: Die große Erhebung der Preußen und die Eroberung der östlichen Landschaften. Mit einer Orientierungskarte. Halle 1886 (Digitalisat)